# Chris Zylka
Chris Zylka, właściwie Christopher Michael Settlemire (ur. 9 maja 1985 w Warren) – amerykański aktor i model.

## Życiorys

### Wczesne lata
Urodził się w Warren w stanie Ohio. Rodzina jego ojca, nazywana Settlemire, ma pochodzenie niemieckie, a także angielskie, irlandzkie, szkockie i walijskie. Jego dziadek ze strony matki, William Żyłka, był synem imigrantów pochodzenia polskiego i ukraińskiego, Michała Żyłki i Anastazji Kozarewskiej. Z kolei babka ze strony matki, Patricia Rosko, urodziła się w rodzinie słowacko-rosyjskiej. Posługuje się polskim nazwiskiem panieńskim swojej matki. Uczęszczał do Howland High School i studiował na University of Toledo. Grał w futbol amerykański w szkolnej drużynie na pozycji rozgrywającego (quarterback). Odmówił przyjęcia stypendium na grę w piłkę nożną w Ohio w celu rozpoczęcia kariery aktorskiej.

### Kariera
Karierę zaczynał jako model, występując w ogólnopolskich kampaniach dla dżinsów Calvina Kleina i Diesel. W 2008 wystąpił gościnnie w serialu młodzieżowym The CW 90210 i sitcomie stworzonym przez Chrisa Rocka Wszyscy nienawidzą Chrisa (Everybody Hates Chris, 2009) z Tylerem Jamesem Williamsem. Rok potem został obsadzony w komedii Faceci, z którymi spałam (The People I’ve Slept With) jako Pan Hottie u boku Wilsona Cruza i telewizyjnym komediodramacie grozy MTV Moje superkrwawe urodziny (My Super Psycho Sweet 16, 2009) jako Brigg Jenner, a także wziął udział w serialach - Hannah Montana (2009) i Cougar Town: Miasto kocic (2009).
Za występ jako Joey Donner w szesnastu odcinkach serialu Freeform Zakochana złośnica (10 Things I Hate About You, 2009–2010) wraz z obsadą zdobył nominację do nagrody magazynu „TV Guide” w kategorii ulubiony zespół. Występował jako Doyce Pluck w trzech odcinkach serialu emitowanym na kanale Disney XD Zeke i Luther (Zeke and Luther, 2009-2010). W amerykańsko-francuskiej komedii fantastycznonaukowej Gregga Arakiego Kaboom (2010) z Thomasem Dekkerem pojawił się jako Thor. Grał potem w dwóch filmach o tematyce atakujących zwierząt,  Noc rekinów 3D (Shark Night 3D, 2011) i Pirania 3DD (Piranha 3DD, 2012) oraz w serialu The CW Tajemny krąg (The Secret Circle, 2011-2012). 
Był na okładce magazynu „Glamoholic” (w czerwcu 2011) i „Bello” (we wrześniu 2011). Portal internetowy BuddyTV umieścił Zylkę na 9. miejscu listy „Najseksowniejszych telewizyjnych mężczyzn 2011”.

## Życie prywatne
W sierpniu 2016 związał się z Paris Hilton, z którą się zaręczył 1 stycznia 2018. W listopadzie 2018 para zerwała zaręczyny.

## Filmografia

### Filmy fabularne
- 2009: Faceci, z którymi spałam (The People I’ve Slept With) jako Pan Hottie
- 2009: Moje superkrwawe urodziny (My Super Psycho Sweet 16, TV) jako Brigg Jenner
- 2010: Kaboom jako Thor
- 2010: Moje superkrwawe urodziny 2 (My Super Psycho Sweet 16: Part 2, TV) jako Brigg Jenner
- 2011: Królowa balu (Teen Spirit, TV) jako Nick Ramsey
- 2011: Noc rekinów 3D (Shark Night 3D) jako Blake Hammond
- 2012: Niesamowity Spider-Man (The Amazing Spider-Man) jako Eugene „Flash” Thompson
- 2012: Moje superkrwawe urodziny 3 (My Super Psycho Sweet 16: Part 3, TV)
- 2012: Pirania 3DD (Piranha 3DD) jako Kyle
- 2014: Niesamowity Spider-Man 2 (The Amazing Spider-Man 2) jako Eugene „Flash” Thompson (sceny usunięte)
- 2015: Bare jako Haden
- 2015: Zabiłam najlepszą przyjaciółkę (I Killed My BFF, TV) jako Alex Lachan
- 2015: Wybryk natury (Freaks of Nature) jako Chaz Jr.
- 2015: Dixieland jako Kermit
- 2016: Animal (film krótkometrażowy) jako człowiek
- 2016: Witamy w Willits (Welcome to Willits) jako Jeremiah
- 2017: Nowicjat (Novitiate) jako Chuck Harris
- 2018: Śmierć i życie Johna F. Donovana (The Death and Life of John F. Donovan) jako Will Jefford Jr.
- 2019: Przepraszam lub co mogło być (Sorry or What Could Have Been, film krótkometrażowy) jako dorosły Ray

### seriale TV
- 2008: 90210 jako Jason
- 2008: Wszyscy nienawidzą Chrisa (Everybody Hates Chris) jako piłkarz
- 2009: Hannah Montana jako Gabe Lamotti
- 2009: Cougar Town: Miasto kocic jako BJ
- 2009–2010: Zakochana złośnica (10 Things I Hate About You) jako Joey Donner
- 2009–2010: Zeke i Luther (Zeke and Luther) jako Doyce Pluck
- 2011-2012: Tajemny krąg (The Secret Circle) jako Jake Armstrong
- 2013: Twisted jako Tyler Lewis
- 2013: 90210 jako Jason
- 2014-2017: Pozostawieni (The Leftovers) jako Tom Garvey
- 2019–2020: Dare Me jako kapral Kurtz